# Dolichopeza (Dolichopeza) flavomarginata
Dolichopeza (Dolichopeza) flavomarginata is een tweevleugelige uit de familie langpootmuggen (Tipulidae). De soort komt voor in het Afrotropisch gebied.